# Транспорт Грозного

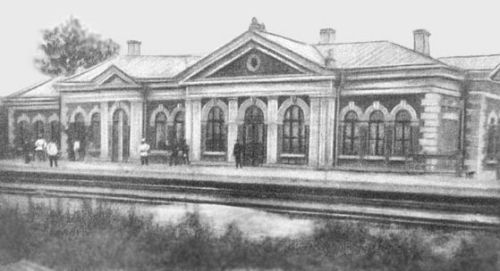
Вокзал в 1911 году

Обще́ственный тра́нспорт Гро́зного — система транспорта в столице Чечни городе Грозном, и его городе-спутнике Нефтемайске. Включает в себя городские и пригородные автобусы , междугороднюю железнодорожную сеть . Ранее в городе также были трамвайная  и троллейбусная  сети, однако они были закрыты в 1994 году в связи с войной.

## Грозненский автобус
Грозненский автобус обслуживается несколькими автоколоннами и ПАТП, а также различными частными перевозчиками. С 1990 года количество автобусных маршрутов сохраняется неизменным — около 30 городских и 20 пригородных. Впрочем, разделение на эти группы условно; многие городские маршруты выходят за границу города.
Большая часть маршрутов (около 30) начинается на автостанции «Беркат» в центре города. Оттуда около 7 маршрутов идёт на северо-запад, в направлении Нефтемайска, около 20, объезжая разными путями проспект Путина, пересекает реку Сунжу и разъезжается в разные стороны (всего 7 сторон) на площади Минутка (она же Автостанция «Южная»). Часть этих автобусов идёт на юго-запад к автовокзалу «Западный» на Окружной. На востоке города основной транспортной артерией является улица Жуковского и мост от неё до автовокзала «Центральный», а также улица Маяковского, соединяющая автовокзал «Центральный» с центром города и автостанцией «Беркат».
В городе эксплуатируются автобусы как малой и очень малой вместимости (до 8 пассажиров), так и автобусы особо большой вместимости, такие, как Икарус-280 (до 130 пассажиров). В целом, из-за наличия конкурирующих фирм, на одном и том же маршруте встречаются автобусы самых разных моделей и вместимостей.
Междугороднее сообщение представлено 30 направлениями, в том числе, Баку, Москва, Элиста, Астрахань, Невинномысск, Ярославль.

## Грозненский троллейбус
Основан в 1975 году, закрыт в 1994 в связи с войной. Было 4 маршрута, в основном дублирующие нынешние главные направления автобусов. Были спроектированы также линии на Нефтемайск и аэропорт, однако строительство не было завершено.
Подвижной состав на момент остановки движения был представлен исключительно ЗиУ-9 различных модификаций. Часть троллейбусов была вывезена из города, часть осталась в городе и была уничтожена в военное время.

## Грозненский трамвай
Система открыта в 1932 году, на пике развития имел около 10 маршрутов, закрыта в 1994 году, 26 ноября.

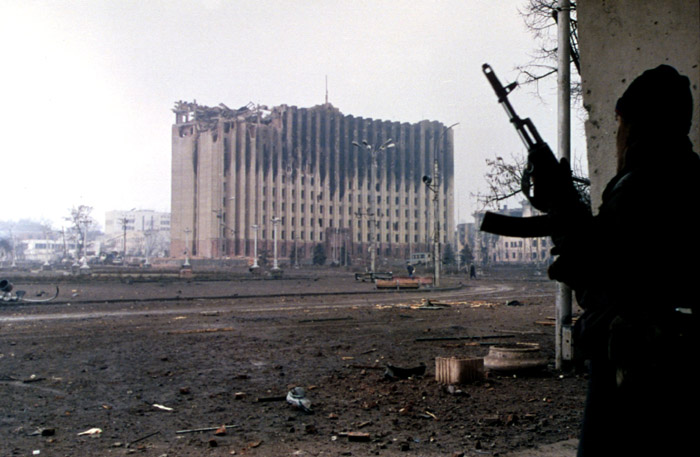
Остатки травмайного кольца

Единственная трамвайная сеть в России, закрытая без длительного периода упадка. На 1990 год весь подвижной состав был новым, а последняя линия (часть 7-го маршрута от Черноречья до НХК) была открыта за 3 года до закрытия, ещё за 5 лет до этого был построен второй трамвайный парк.
Уникален схемой организации движения, при которой большая часть путей проходит кольцом по окраинам, с ответвлениями внутрь и наружу, но без настоящих кольцевых маршрутов. Также уникальным было то, что трамваи 5-го маршрута были вынуждены использовать тормозные башмаки для спуска от кольца «56 участок» в город.
Первый трамвайный парк был местом ожесточённых боёв и потому не сохранился вообще, второй был заброшен и частично подвергнут мародёрству. В 2004 году трамвай признан невосстановимым, все усилия были брошены на восстановление троллейбуса.
Окончательно демонтирован к 2007 году.

## Авиаперевозки
Старый аэропорт Грозный был основан в 1938 году. После постройки нового аэропорта прекратил своё существование.
Новый аэропорт был построен в 1977 году, и с тех пор является единственным аэропортом Грозного.
Способен принимать самолёты Ил-62, Ту-154, Як-42 и все более лёгкие. Основные направления — Бишкек, Москва и Сургут.

## Железная дорога
Железнодорожная станция Грозный (основана 1 мая 1893 года, до 1920 года — станция Грозненская). Конечная станция на участке Грозный — Гудермес.
Во внутригородских перевозках не участвует.
Пригородные поезда отсутствуют. Грозный — крупнейший город в России (не считая Якутска, где отсутствуют железные дороги), где нет действующего пригородного сообщения.
Поезда дальнего следования ходят до Москвы и Волгограда.
Участок Грозный — Назрань является недействующим. 
15 мая 2025 года состоялась торжественная церемония открытия нового вокзального комплекса по проекту архитекторов «Росжелдорпроекта». Вокзал рассчитан на пассажиропоток до 100 тысяч человек в год, сверху здание напоминает птицу с распростертыми крыльями, а высота часовой башни составляет 67 метров. Общая территория комплекса составляет более 25 тысяч квадратных метров, здание оснащено комфортными залами ожидания, системой электронной очереди и онлайн-табло, детской комнатой и комнатой матери и ребенка, молельными комнатами, автоматическими камерами хранения, бесплатным Wi-Fi, вендинговыми аппаратами.